# José Simeón
José Simeón Luján (Valencia, 19 marzo 1991) è un ex cestista spagnolo.

## Palmarès
- Eurocup: 1

Valencia: 2009-10